# Gustavo Freschi
Gustavo Freschi di Cucagna (Ramuscello, 15 marzo 1836 – Ramuscello, 11 novembre 1907) è stato un politico italiano.

## Biografia
Nacque nella dimora di famiglia dal conte Gherardo Freschi, noto agronomo e patriota, e dalla N.D. Fosca Zen. Sposò la baronessa Amalia Codelli di Fahnenfeld.
Entrò per la prima volta alla Camera nell'aprile 1896, a legislatura già avviata, in sostituzione del defunto Vincenzo Marzin. Venne poi riconfermato nelle due legislature successive, rimanendo in parlamento sino al 1904.